# Dieter Salbert

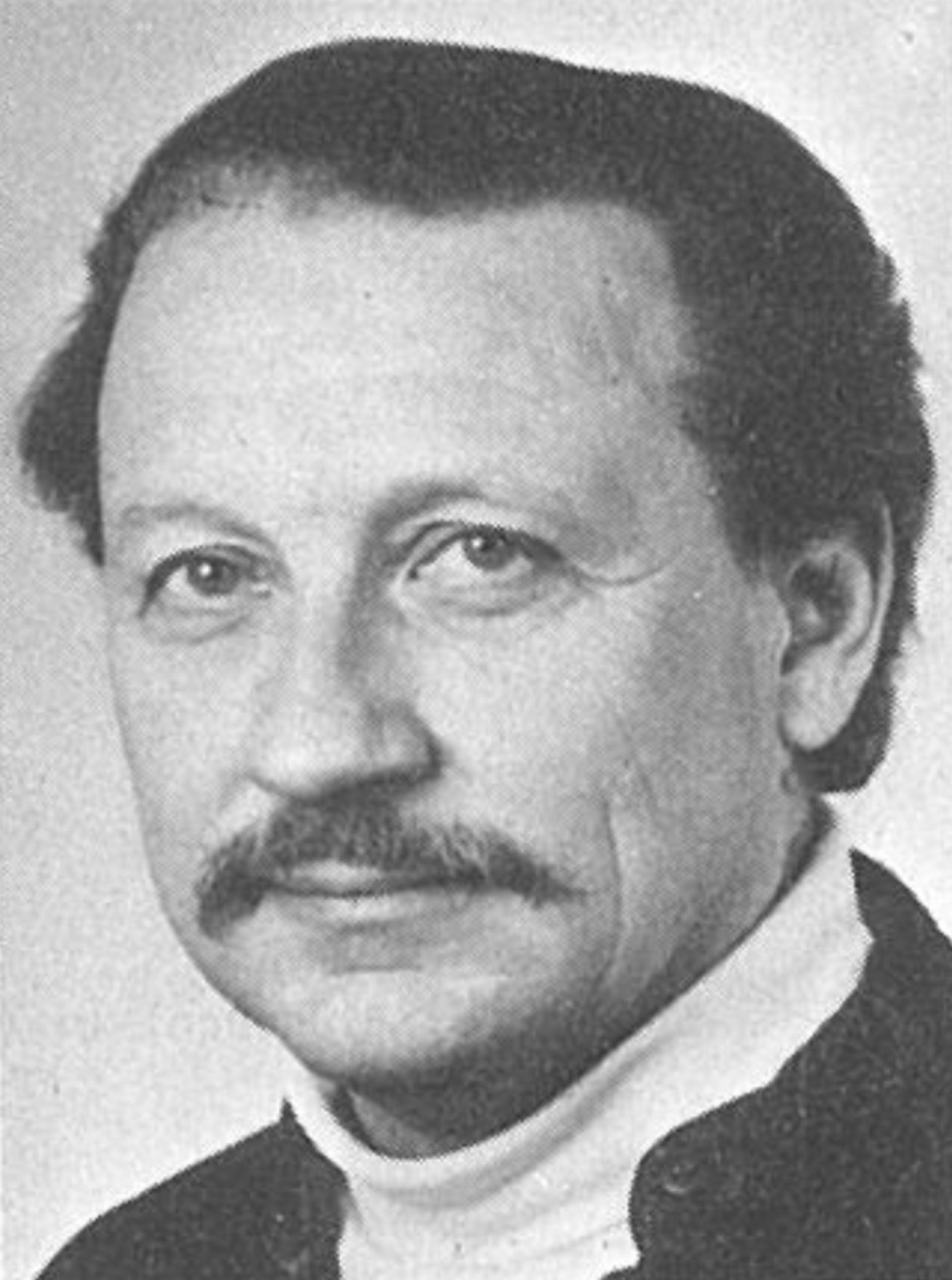
Dieter Salbert

Dieter Salbert (* 2. August 1932 in Berlin; † 6. Juli 2006 in Meine) war ein deutscher Komponist.

## Leben
Dieter Salbert wurde am 2. August 1932 in Berlin geboren. Ab 1938 erhielt er Klavierunterricht und machte früh mit eigenen Improvisationen auf dem Klavier und dem Akkordeon auf sich aufmerksam. Nach seinem Abitur 1952 am Humboldt-Gymnasium in Berlin-Tegel studierte er Komposition und Klavier am Stern’schen Konservatorium und legte 1957 die Reifeprüfung in Komposition und Klavier ab.
Ab 1959 lebte er in Nürnberg, wo er Abendveranstaltungen mit eigenen Kompositionen gab und eigene Lieder und Revuen im Kabarett „Die Roten Funken“ präsentierte. Es folgte das Studium der Schulmusik an der Pädagogischen Hochschule Nürnberg sowie an der Hochschule für Musik und Theater München. Salbert gründete die „Junge Akademie“, Sektion Nürnberg. Zahlreiche seiner Werke wurden in ganz Deutschland aufgeführt.
1968/69 verbrachte Salbert mit elektronischen Studien und Produktionen beim Tschechoslowakische Rundfunk Pilsen und bei der Stiftung Gaudeamus/Bilthoven/Niederlande und beim Bayerischen Rundfunk/Studio Franken. 1974/75 folgte eine Musikdozentur an der Akademie Remscheid für musische Bildung. 1975 bis 1980 war er Dozent für Musikpädagogik an der Pädagogischen Hochschule Braunschweig. 1981 erfolgte durch Salbert die Gründung der Neuen Akademie Braunschweig e.V. mit Durchführung des jährlichen Synthesizer Musikfestivals (1981–2001) und dem Internationalen Kompositionswettbewerb für Synthesizermusik. Von 1980 bis 1992 hatte Salbert eine Musikprofessur an der Fachhochschule für Sozialwesen in Braunschweig inne. Salbert verstarb am 6. Juli 2006.
Dieter Salbert veröffentlichte über 200 Kompositionen, darunter Orchester- und Chorwerke, Kammermusik und radiophone Produktionen.
Sieben CD-Produktionen entstanden mit Kompositionen Salberts.
Partituren sind publiziert im Musikverlag Zahoransky Meine, Musikverlag Zimmermann Frankfurt, Boosey & Hawkes, Möseler Verlag Wolfenbüttel.

## Werke
- Theatralische Messe. Texte aus der Liturgie und von Rainer Kirsch, Eva Zeller, Kurt Marti, Álvaro Menen Desleal, Eckart Bücken, Helmut Preißler. UA 1977 Braunschweig (Martinikirche; Martini-Kantorei, Dirigent: Werner Burkhardt).
- Stationen der Hoffnung. Ein szenisches Oratorium für Sopran, Sprecher, Chor, Pantomime, Streichorchester, Gitarre, Bassgitarre, Synthesizer, Percussion und Orgel. Texte: Paul Gerhardt, Martin Luther, Uwe Hoppe u. a. UA 1981 Braunschweig (Madrigalchor Braunschweig).
- Tageszeiten. Ein weltliches Oratorium nach Gedichten von Rahel Mann (* 1937) für 2 Solo-Soprane, Chor, Orchester, Orgel, Schlagzeug und Synthesizer. UA 18. Juni 1985 Nürnberg (Meistersingerhalle; Hans-Sachs-Chor Nürnberg, Dirigent: Wolfgang Riedelbauch).
- Europa. Musik für den Frieden. für Sopran, Bass, Chor und Orchester. Texte: Nelly Sachs u. a. UA 20. November 1991 Nürnberg (Meistersingerhalle; Hans-Sachs-Chor, Dirigent: Wolfgang Riedelbauch).
- Shalom, Luther… für Chor und Posaune (nach Martin Luthers Choral Ein feste Burg ist unser Gott). UA 7. Juni 1996 Nürnberg (Egidienkirche; Hans-Sachs-Chor, Dirigent: Wolfgang Riedelbauch).

## Ehrungen
- 1965: Förderpreis der Stadt Nürnberg
- 1975: Richard-Wagner-Medaille der Stadt Bayreuth
- 1985: Niedersächsisches Künstlerstipendium
- 1986: Bundesverdienstkreuz am Bande
- 1993: Nominierung für den Deutschen Schallplattenpreis